# Jean-Christophe Victor
Jean-Christophe Victor (Neuilly-sur-Seine, Isla de Francia; 30 de mayo de 1947-Saint-Jean-de-Fos, Occitania; 29 de diciembre de 2016) fue un docente francés experto en geopolítica y en relaciones internacionales, diplomado en chino en el INALCO (École des langues orientales).
Fue hijo del explorador Paul-Émile Victor y de la productora de televisión Éliane Victor (nacida Decrais).

## Biografía
Después de haber pasado varios años en un cargo diplomático en Asia, consagra su primera obra a Afganistán, La Cité des murmures, y luego entra en el Centre d'Analyse et de Prévision (CAP) del Ministère des Affaires étrangères de Francia, donde trabaja de 1980 a 1989.
Fundó en 1980 la Association Afrane (Amitié franco-afghane), así como en 1988 el Observatoire européen de géopolitique (OEG) (junto a Michel Foucher).
Dos años más tarde, creó el programa de televisión Le Dessous des Cartes, una presentación semanal de geopolítica, que orienta personalmente desde hace veinte años en la cadena franco-alemana Arte.
En 1992, creó con Virginie Raisson el LEPAC (Laboratoire d'études politiques et d'analyses cartographiques), laboratorio de investigación aplicada, privado e independiente, especializado en política internacional y prospectiva.
Docente y conferencista en Francia y en el extranjero, animó seminarios de formación internacional en entornos universitarios, tanto para colectividades como para empresas privadas.
En el año 2007 destacó por ser autor de dos interesantes obras: Adieu l’Antarctique y L’Atlas d’un monde qui change (con Virginie Raisson y Frank Tétart).